# Dactyloceras
Dactyloceras là một chi bướm đêm thuộc họ Brahmaeidae.

## Các loài
- Subgenus Shinocksiceras
  - Dactyloceras arrogans Hering, 1927
  - Dactyloceras barnsi Joicey & Talbot, 1924
  - Dactyloceras bramarbas Karsch, 1895
  - Dactyloceras canui Bouyer, 2002
  - Dactyloceras catenigera Karsch, 1895
  - Dactyloceras conjuncta Hering, 1927
  - Dactyloceras ducarmei Bouyer, 2002
  - Dactyloceras karinae Bouyer, 2002
  - Dactyloceras lucina (Drury, 1782)
  - Dactyloceras maculata Conte, 1911
  - Dactyloceras neumayeri Pagenstecher, 1885
  - Dactyloceras ocelligera Butler, 1889
  - Dactyloceras ostentator Hering, 1927
  - Dactyloceras richinii Berio, 1940
  - Dactyloceras vingerhoedti Bouyer, 2005
  - Dactyloceras widenmanni Karsch, 1895
- Subgenus Dactyloceras
  - Dactyloceras nebulosum Brosch, Naumann & Meister, 2002